# Тайная комната (мультсериал)
«Тайная комната» — российский мультипликационный сериал, созданный благотворительным фондом «770». Первый российский мультсериал о еврейской культуре и традициях (по некоторым данным — первый подобный мультсериал в мире). Прокатный девиз сериала — «Открой свою тайную комнату!»

## История создания
История создания мультсериала принадлежит главе фонда «770» Элине Ильясовой, обнаружившей, что в России нет еврейских телевизионных передач, которые могли бы смотреть её дети. «Нам хотелось, чтобы еврейство окружало детей со всех сторон, — вспоминала она в интервью. — Так мой муж придумал Раби‑Мэна и сказал, что это такой маленький коротконогий малыш, который в шляпе и талите будет летать как Бэтмен. Посмеялись и забыли, а через год вернулись к этой идее».
Перед создателями мультсериала была поставлена задача сделать его понятным в любой точке мира без привязки к конкретной стране, а также подходящим и для светских, и для ортодоксальных семей. В мультсериале нет изображений некошерных животных.
Консультантами по еврейским традициям стали Элла Верзуб и Реувен Куравский. В создании некоторых серий принимал участие Берл Лазар.
Премьера мультсериала состоялась 13 июня 2021 года в культурном центре «Жуковка».
В 2022 году серия «Десять монеток» была отобрана для конкурсной программы XXVII Открытого российского фестиваля анимационного кино в номинации «Сериалы».

## Персонажи
Имена большинства взрослых персонажей не упоминаются в мультсериале, но указаны на официальном сайте. Полное имя Дани упоминается в 22 и 29 сериях.
- Даниэль (Даня) — старший ребёнок в семье (ему семь лет). Увлекается математикой, шахматами и плаванием. Сдержанный и рассудительный. Хочет стать учёным.
- Дина — средний ребёнок в семье (ей пять лет). Очень активна. Много фантазирует. Любит рисовать. Хочет стать врачом.
- Яша — младший ребёнок в семье (ему один год). Ещё не умеет говорить. Очень любознательный. В тайной комнате превращается в летающего супергероя Раби‑Мэна.
- Элла — мама Дани, Дины и Яши, преподаёт еврейскую историю в школе.
- Михаил — папа Дани, Дины и Яши, работает программистом.
- Натан — тринадцатилетний (в 25 серии отпраздновал свою бар-мицву) двоюродный брат Дани, Дины и Яши.
- Лев Моисеевич[8] (в 34 серии упоминается под именем Шимон[9]) — дедушка Дани, Дины и Яши, пишет детские книги. Мечтательный, легко находит общий язык с детьми. Возможно, знает о тайной комнате.
- Роза Львовна — бабушка Дани, Дины и Яши. Любит рассказывать семейные истории, хорошо готовит. Единственная из всех взрослых может попасть в тайную комнату, где превращается в девочку по имени Мира[5][8].

## Сюжет
Семья Нейман переезжает в новый дом, и дети: Даня, Дина и Яша — находят там волшебную дверь, которую не видят взрослые. Открыв её, они попадают в тайную комнату, полную чудес. Тайная комната помогает детям лучше узнавать историю и культуру еврейского народа, а также решать повседневные проблемы и задачи.

## Список серий
1. Пропажа
2. Тайна серебряного бокала
3. Шесть ленточек
4. Петля времени
5. Десять монеток
6. Весёлая трещотка
7. Мацамен спешит на помощь
8. Парад дружбы
9. Побег из пустыни
10. Самый ценный подарок
11. Небесные весы
12. Мудрые вопросы
13. Говорящий шалаш
14. Исчезновение бабушки
15. День Рождения!
16. Чудо кувшинчика
17. Волшебная Ханукия
18. Новый год деревьев
19. Маленькая копилка для цдаки
20. Дом под защитой
21. В гостях у Шляпника
22. Приключения Тяп-Шляпа
23. Вперёд за Сидуром!
24. Весёлый Утродром
25. Два пути к одной цели
26. Проделки гусь-куся
27. Тайна старых игрушек
28. Шах и Мат!
29. Игры со временем
30. Змейки-лесенки
31. Игры с печеньем
32. Крестики-нолики
33. Добрые слова
34. Догони Пятнашку!
35. Зелёный туман!
36. Миска черничного крема
37. Город на реставрации
38. Прости!
39. Осторожно, вирус!
40. Красавчик и Милочка
41. Семечко добра
42. Шеф Кошер
43. Кошерная рыбалка
44. Шеф-кошер зовет на помощь
45. Операция: Завтрак

## Награды и участие в фестивалях
- VI Открытый фестиваль детского и семейного кино «Солнечный остров» (2023)  Специальный диплом жюри «За увлекательный рассказ о семейных традициях еврейского народа»[10]

- Международный кинофестиваль «Визуалис» (2023). Официальный отбор/ Финалист[11]

- X Открытый областной фестиваль экологических фильмов и рекламы Челябинской области «ЭФиР74» (2023). Официальный отбор/ Финалист[12]

- Международный кинофестиваль Zilant (2023). Победитель в номинации «Лучший анимационный детский проект»[13]

- Международный фестиваль короткометражного кино «Киностарт» (2023). Победитель в номинации «Лучшая анимация»[14]

- Международный кинофестиваль HALO (2023). Победитель в номинации «Лучший анимационный фильм»[15]

- IV Московский международный детский кинофестиваль (2024). Официальный отбор/ Финалист[16]

- Уральский международный фестиваль короткого кино Ural Shorts (2024). Специальный диплом/ Особое упоминание жюри «За креативный подход к популяризации традиций и культуры»[17]

- III Международный фестиваль правильного кино (2024). Официальный отбор/ Финалист[18]
- XI Всероссийский кинофестиваль «Белая Птица» (2024). Победитель в номинации «Лучший детский проект»[19]
- V Международный кинофестиваль MosFestFilm (2024). Официальный отбор. Открытый показ[20]
- Международный фестиваль короткометражных фильмов ShortShotFest (2023, 2024). Официальный отбор
- Международный кинофестиваль «Крылатый Барс» (2024). Победитель в номинации «Детский фильм/ социальный проект»: «Лучший анимационный проект»[21]
- Международный кинофестиваль Revelatio (2025). Победитель в номинации «Лучший анимационный фильм» [22]
- Международный детско-молодежный кинофестиваль Dreamer, Казахстан (2025). Финалист

## Критика
Александр Борода охарактеризовал мультсериал как «занимательный экскурс в мир современного "домашнего" иудаизма» и «прямое продолжение традиции, основанной лучшими образцами советской мультипликации».
Ирина Мак отметила, что «Тайная комната» наследует американской мультипликационной традиции и аниме, особо выделив говорящий пятисвечник — отсылку к канделябру из «Красавицы и чудовища».